# Palpares obsoletus
Palpares obsoletus is een insect uit de familie van de mierenleeuwen (Myrmeleontidae), die tot de orde netvleugeligen (Neuroptera) behoort. 
Palpares obsoletus is voor het eerst wetenschappelijk beschreven door Gerstäcker in 1888.